# Pilea bemarivensis
Pilea bemarivensis är en nässelväxtart som beskrevs av Jacques Désiré Leandri. Pilea bemarivensis ingår i släktet pileor, och familjen nässelväxter. Inga underarter finns listade i Catalogue of Life.